# Bordatius capensis
Bordatius capensis is een keversoort uit de familie bladsprietkevers (Scarabaeidae). De wetenschappelijke naam van de soort is voor het eerst geldig gepubliceerd in 1986 door Pittino & Mariani.